# Quartetto Axelrod

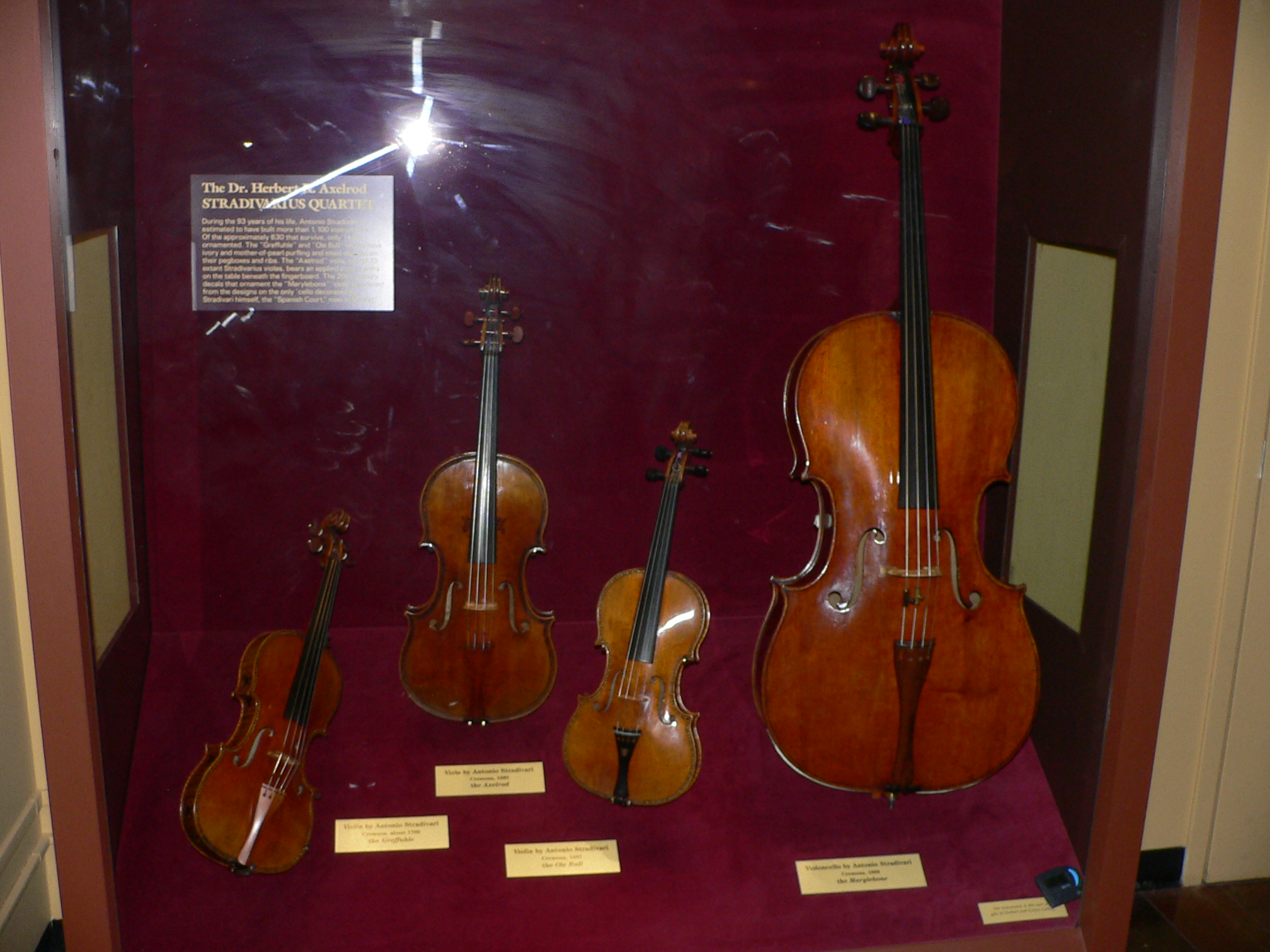
Il quartetto Axelrod, presso il museo di storia americana dello Smithsonian Institution. Da sinistra a destra: il Greffuhle (violino, 1709), la Axelrod (viola, 1696), l'Ole Bull (violino, 1677) ed il Marylebone (violoncello, 1688).

Il quartetto Axelrod è un gruppo di quattro strumenti ad arco realizzati da Antonio Stradivari, raccolti dal collezionista statunitense Herbert R. Axelrod. La collezione consiste nei violini Stradivari Greffuhle e Ole Bull, la viola Stradivari Axelrod ed il violoncello Stradivari Marylebone.
Nel 1998 i quattro strumenti sono stati donati da Axelrod allo Smithsonian Institution. Il loro valore all'epoca era stimato sui cinquanta milioni di dollari statunitensi.
Il quartetto Axelrod è occasionalmente impiegato in esecuzioni, talvolta assieme allo Stradivari Servais, anch'esso proprietà dello Smithsonian.